# イチジクの葉

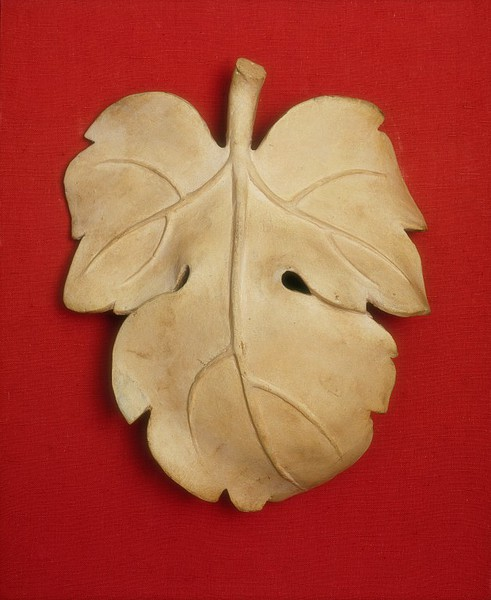
ヴィクトリア&アルバート博物館に展示されている、ダビデ像の複製の性器を隠すためのイチジクの葉の石膏型。ヴィクトリア女王の時代には、男性の裸体の展示は論争の的となり、女王自身もショックを受けたと言われている。このイチジクの葉は、女王をはじめとする女性の要人が来館した際に、フックを使って像に吊り下げられるように博物館が製作したものである。現在、このイチジクの葉は使われていないが、像の台座の後に展示されている。

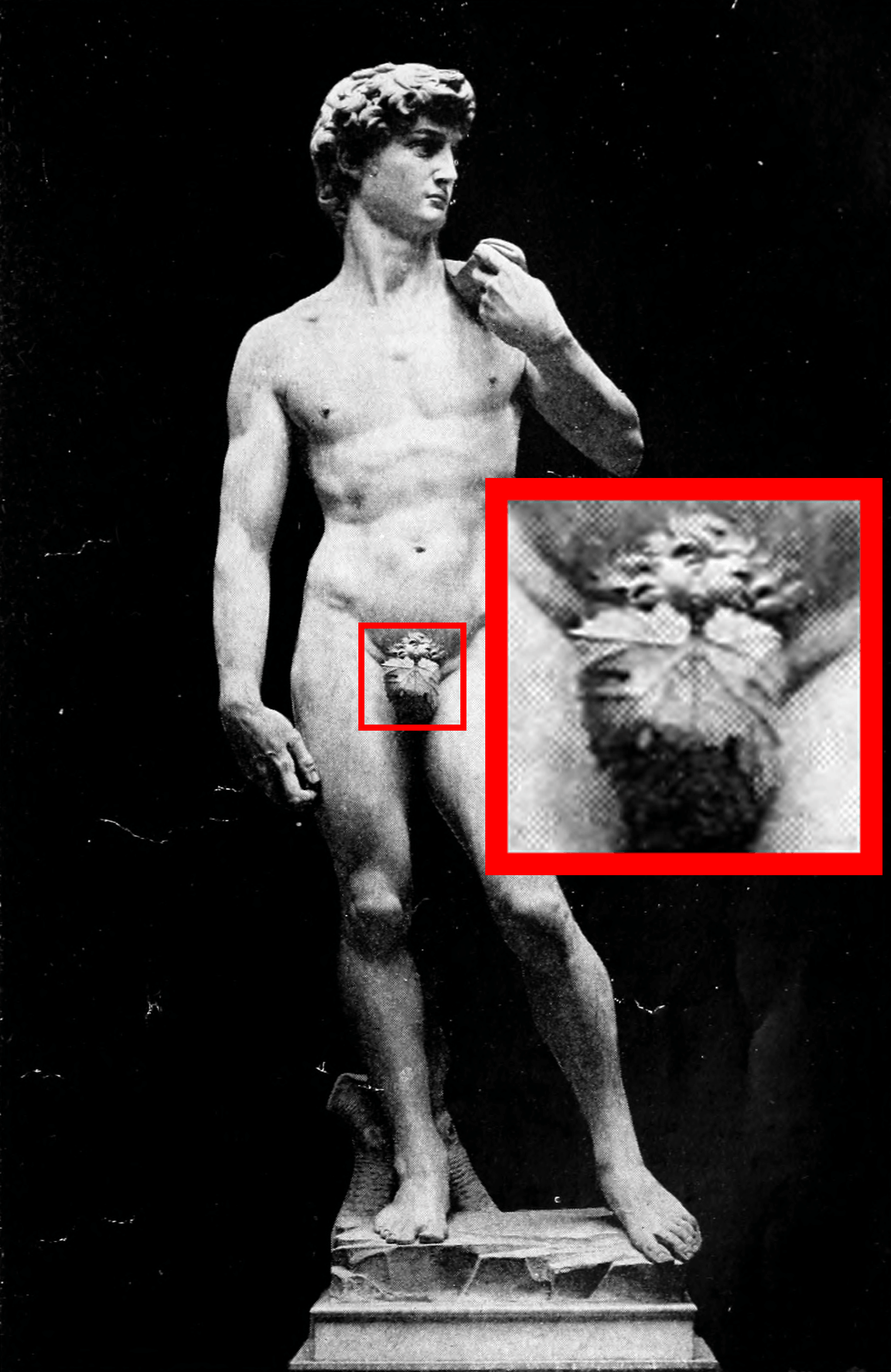
上記のイチジクの葉で隠されたダビデ像

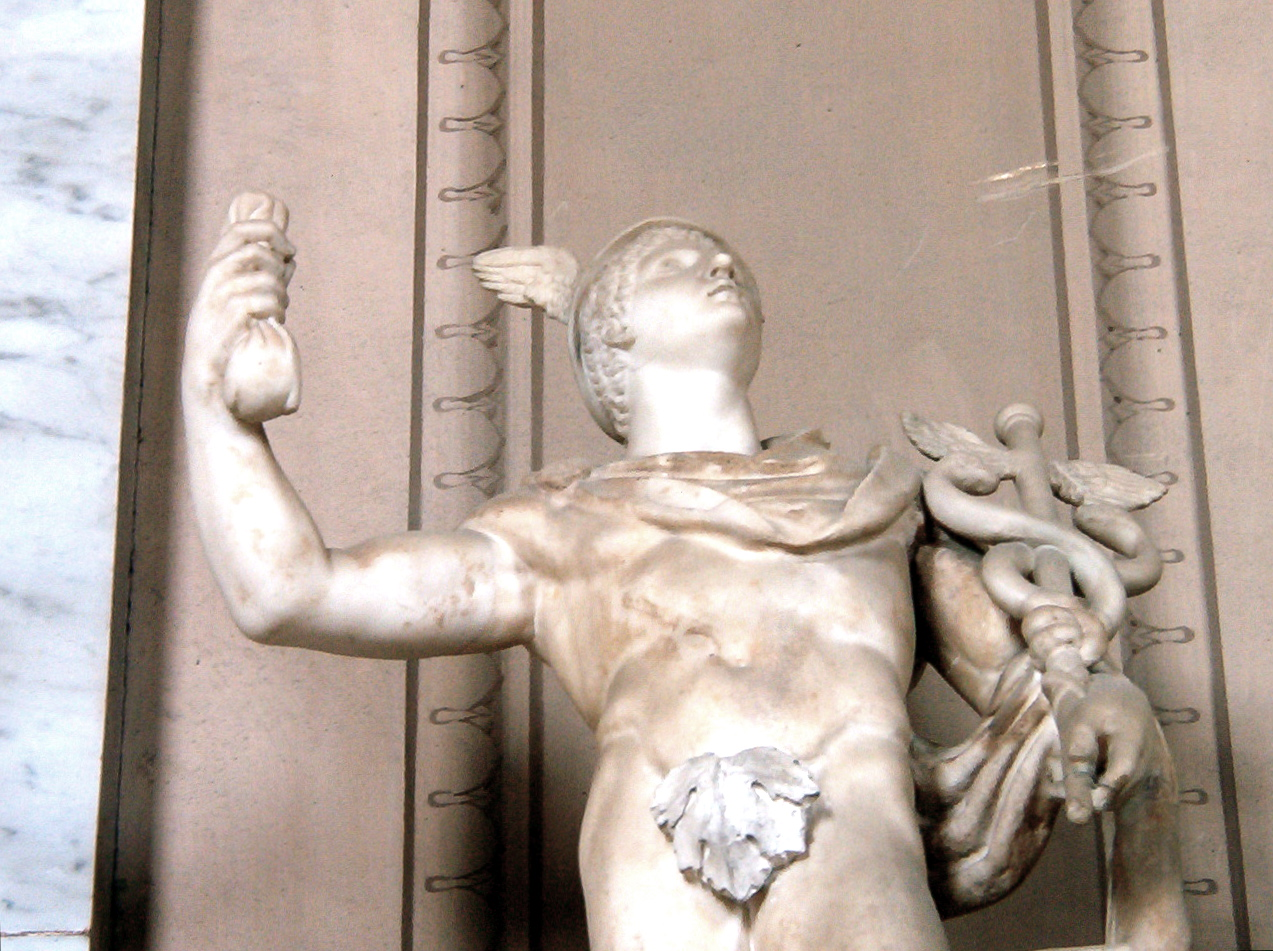
バチカン市国のケーリュケイオンを持つメルクリウス像。外性器がイチジクの葉で隠されている。このイチジクの葉は、より「貞節」なローマ教皇の下で置かれていたが、後に、ほとんどの場合に外されるようになった。

英語等で「イチジクの葉」（イチジクのは、英語: fig leaf）という表現は、「恥ずかしいことや嫌なことを、無害なもので隠す」という意味で広く使われている。また、絵画や彫像で、外性器の部分を後から覆い隠すためにイチジクの葉が使われることがある。これらは、聖書の創世記において、アダムとイヴが知恵の樹から禁断の果実を食べた後に、イチジクの葉を使って裸体を隠したという記述への比喩的参照である。

## 歴史
古代ギリシャ美術では、公開用の美術品では女性については外陰部を隠していたものの、男性については性器を露出した全裸で描かれるのが一般的だった。この伝統は古代ローマ美術にも受け継がれた。その後、ローマ帝国がキリスト教に改宗すると、裸体の英雄の像は作られなくなった。中世になると、悲運の人（多くの場合、天罰が下された人）だけが裸で描かれるようになるが、その描写はかなり露骨なものになった。アダムとイヴは、聖書の記述に従って、イチジクなどの葉を身につけて描かれることが多い。これは特に北方ルネッサンス美術の特徴である。
1530年頃からは、ルネサンス期の自由と行き過ぎに対する反発からトリエント公会議が開かれ、特に教会や公共の場にある多くの美術品が、裸体を減らすために改変されるようになった。有名なミケランジェロの『最後の審判』のように、ドレープや近くの茂みの枝が利用されることもよくあった。これは、「イチジクの葉運動」と呼ばれている。自立した彫像の場合は、この方法ではうまくいかず、ビクトリア時代のロンドンに展示されていたミケランジェロのダビデ像の複製のように、彫刻や鋳造で作ったイチジクの葉で性器を隠すこともあった。ヘントの祭壇画のアダムとイヴのパネルは、すでに作者のヤン・ファン・エイク自身によってイチジクの葉で性器を隠した状態で描かれていたが、19世紀に衣服を着せられた状態のパネルに置き換えられた。これらの改変の多くは、その後元に戻されたが、いくつかの彫像に改変による損傷が残っている。

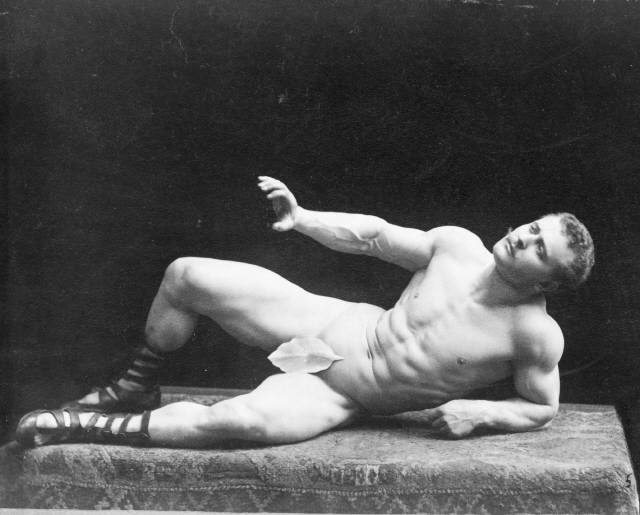
古代ローマの彫刻からヒントを得た『瀕死のガラティア人』のポーズをとるサンドウ

「近代ボディビルディングの父」と呼ばれるユージン・サンドウは、古代ローマの彫像を真似て、イチジクの葉を身につけただけの裸体で「マッスルディスプレー」を行った。

## 比喩的な用法
英語で fig leaf（イチジクの葉）という表現は、恥ずかしいと思われるものや行動を、最小限のカバーで覆い隠すという比喩として用いられる。これは、そのカバーが形だけのジェスチャーに過ぎず、それを見る全ての人に真実は明らかであるという侮蔑的な意味を含んでいる。
交渉において、ある申し出が実際には裏にある計画を隠すための策略である場合、その申し出が「イチジクの葉」と呼ばれる。

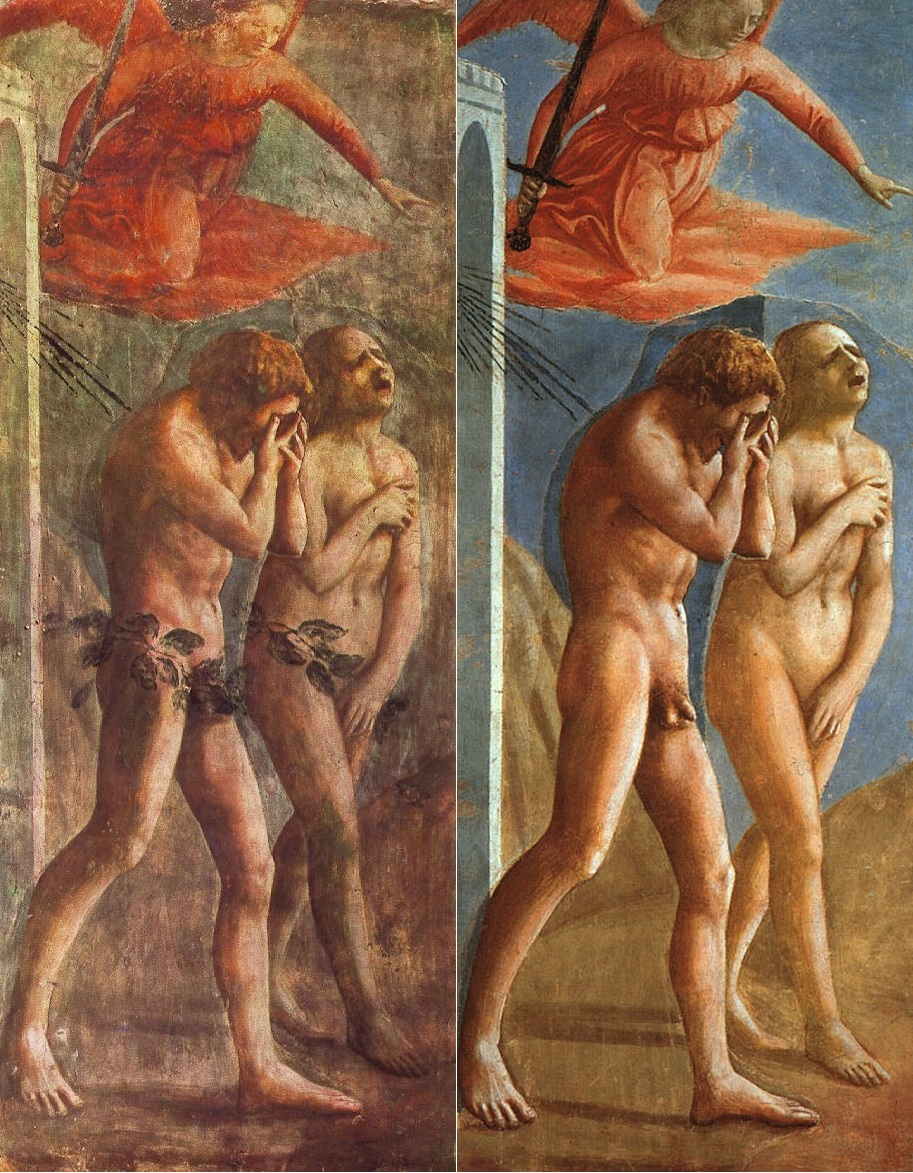
マサッチオの『楽園追放』の修復前と修復後。1425年に描かれたもので、1680年に性器をイチジクの葉で覆い隠すように描き加えられ、1980年に修復された。